# 霞ヶ浦駐屯地

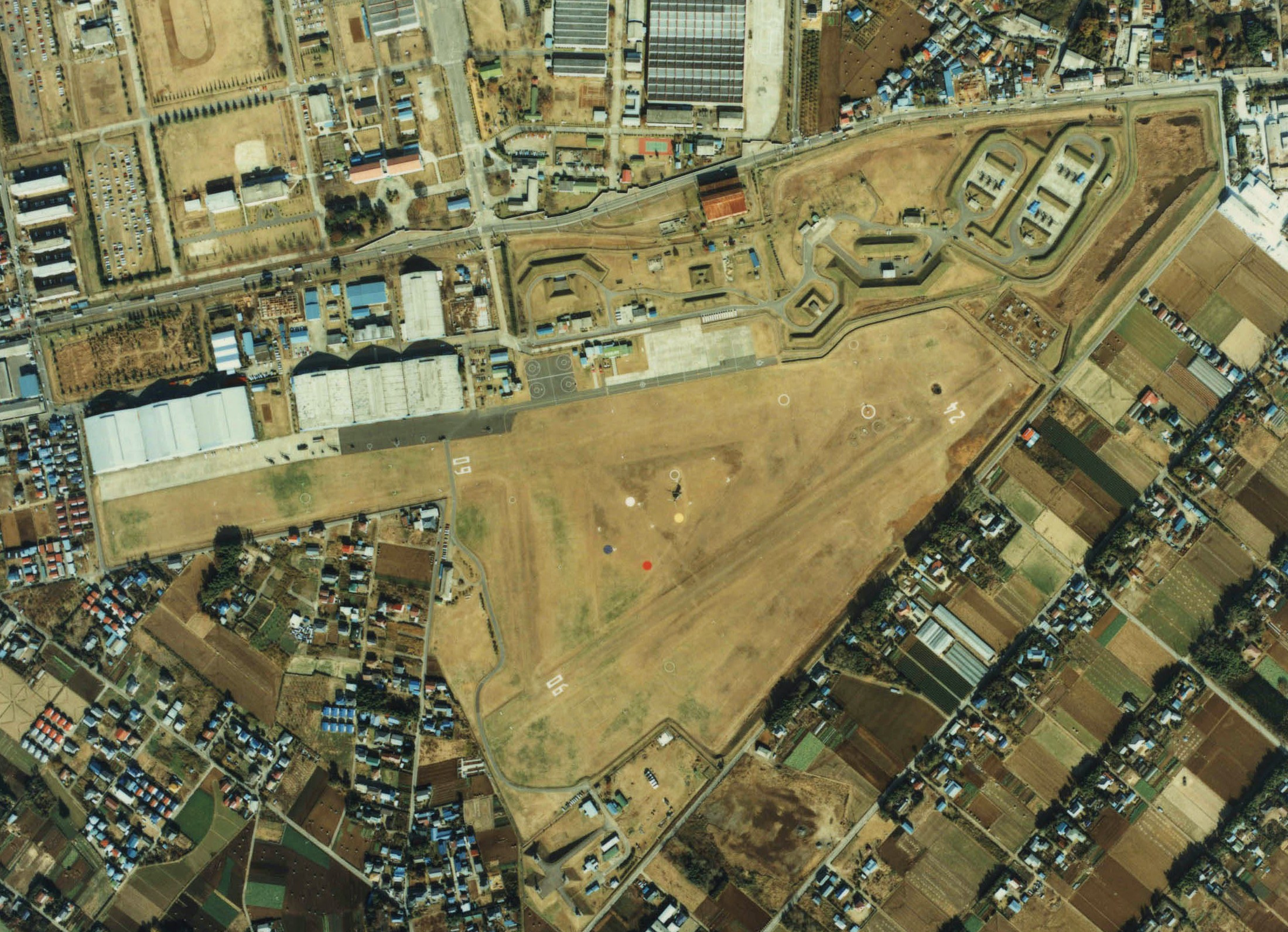
霞ヶ浦飛行場付近の空中写真。（1984年撮影）

霞ヶ浦駐屯地（かすみがうらちゅうとんち、JGSDF Camp Kasumigaura）は、茨城県土浦市右籾町2410および阿見町に所在し関東補給処等が駐屯する陸上自衛隊の駐屯地である。朝日分屯地が隷属する。

## 概要
南側に隣接する茨城県道203号荒川沖阿見線を越えた位置に航空学校霞ヶ浦校が使用している霞ヶ浦飛行場が、隷属する分屯地として朝日分屯地がある。駐屯地司令は、関東補給処長が兼務。
戦前の土浦周辺は大日本帝国海軍航空隊（霞ヶ浦海軍航空隊）の一大拠点であり、飛行船ツェッペリン号やチャールズ・リンドバーグが降り立ったことでも知られる軍用飛行場である霞ヶ浦海軍飛行場、海軍飛行予科練習生（予科練）が置かれたことでも有名な土浦海軍航空隊（現土浦駐屯地（陸上自衛隊武器学校））などがあった。
第1海軍航空廠では、桜花など海軍戦闘機の開発が行われた。また山本五十六（連合艦隊司令長官・海軍次官）が大佐時代に、当地で副長及び、航空学校教頭などを勤めたことで、銅像が建っている。第一次世界大戦の戦勝国である日本がヴェルサイユ条約に基づきドイツから押収移設した飛行船格納庫があったため、前述のツェッペリン号の停泊地となった。戦後は取り壊されて、現在の霞ヶ浦駐屯地の他、茨城大学農学部キャンパス、井関農機、協和発酵キリン、東京医科大学茨城医療センター、茨城県立医療大学などになった。
時々間違えられるが、土浦市に所在する関東補給処は霞ヶ浦駐屯地、霞ヶ浦に面している武器学校は土浦駐屯地（所在地は茨城県稲敷郡阿見町）である。以前は最寄りの常磐線荒川沖駅から専用線が敷かれており、昭和50年頃までは年に数回（主に年度末に）貨物列車が通っていた。現在は線路が撤去され、併走の道路が拡幅されている。

## 沿革
保安隊霞ヶ浦駐屯地
- 1953年（昭和28年）2月11日：保安隊の駐屯地として新設[1]。
- 1954年（昭和29年）
  - 1月20日：

  1. 保安隊武器補給しょうが立川駐屯地（現・東立川駐屯地）から移駐。
  2. 保安隊武器補給しょう長に駐屯地部隊長兼務発令[2]。

  - 2月11日：武器補給しょうの開庁式[3]。

陸上自衛隊霞ヶ浦駐屯地
- 1954年（昭和29年）7月1日：

1. 陸上自衛隊設置に伴い霞ヶ浦駐屯地が開設される[4][5]。
2. 保安隊武器補給しょうが陸上自衛隊武器補給処に改称。

- 1959年（昭和34年）12月4日：陸上自衛隊航空学校霞ヶ浦分校が設立。
- 1962年（昭和37年）
  - 1月18日：東部方面航空隊が編成完結。

  1. 東部方面航空隊本部が新編。
  2. 東部方面飛行隊が新編。
  3. 東部方面管制気象隊が新編。
  4. 第1管区隊第1航空隊が第1飛行隊に改編。
  5. 第12飛行隊が新編。

  - 11月30日：東部方面航空隊（主力）が宇都宮北分屯地へ移駐。
- 1963年（昭和38年）1月17日：地対空ミサイルナイキ・エイジャックスを装備した陸上自衛隊第101高射大隊（習志野駐屯地）が編成され第3中隊が配置。

陸上自衛隊霞ヶ浦駐屯地・航空自衛隊霞ヶ浦分屯基地
- 1964年（昭和39年）4月1日：ナイキシステムの航空自衛隊への移管により、第101高射大隊が航空自衛隊第1高射群に改編され、第3中隊が航空自衛隊に移管され第3高射隊に改編。航空自衛隊霞ヶ浦分屯基地が開設。
- 1969年（昭和44年）8月1日：東部方面ヘリコプター隊が新編。
- 1972年（昭和47年）12月27日：東部方面ヘリコプター隊本部および付隊、第1飛行隊、東部方面管制気象隊が立川飛行場（現・立川駐屯地）に移駐。
- 1998年（平成10年）
  - 3月25日：中央補給処の改編に伴い、陸上自衛隊武器補給処が廃止。
  - 3月26日：陸上自衛隊関東補給処が新編。

- 2002年（平成14年）3月27日：部隊の改編等。

1. 東部方面後方支援隊新編に伴い、方面武器隊隷下の第306武器野整備中隊を第101全般支援隊に改編。
2. 航空学校霞ヶ浦分校が霞ヶ浦校に改称。

- 2008年（平成20年）
  - 3月26日：警務隊改編。第111地区警務隊霞ヶ浦派遣隊を廃止し、第127地区警務隊霞ヶ浦派遣隊に改編。
  - 3月29日：航空自衛隊第3高射隊にPAC-3が配備。
- 2015年（平成27年）3月26日：会計隊の改編に伴い、第413会計隊が廃止となり、第341会計隊霞ヶ浦派遣隊が配置。
- 2017年（平成29年）3月27日：第302弾薬中隊がコア部隊として新編。
- 2018年（平成30年）3月27日：第103補給大隊がコア部隊として新編[6]。
- 2021年（令和03年）3月18日：第341会計隊霞ヶ浦派遣隊が第413会計隊に改編[7]。同部隊は6年ぶりの再編成となる。
- 2023年（令和05年）3月16日：航空自衛隊の高射部隊の改編により、第3高射隊の上位部隊である第1高射群が中部高射群に改編。

## 霞ヶ浦駐屯地駐屯部隊・機関

### 東部方面隊隷下機関・部隊
- 陸上自衛隊関東補給処
- 東部方面航空隊
  - 東部方面管制気象隊
    - 第1派遣隊
- 東部方面後方支援隊
  - 第101全般支援隊
  - 第103補給大隊
  - 第302弾薬中隊
- 東部方面システム通信群
  - 第105基地システム通信大隊
    - 第320基地通信中隊
- 東部方面会計隊
  - 第413会計隊
- 霞ヶ浦駐屯地業務隊

### 防衛大臣直轄部隊・機関
- 陸上自衛隊航空学校
  - 霞ヶ浦校（本校は明野駐屯地。明野と宇都宮校の3校で陸上自衛隊の航空操縦学生を養成している。霞ヶ浦校は、整備員養成教育と幹部操縦課程の前期教育を担当）
- 警務隊
  - 東部方面警務隊
    - 第127地区警務隊
      - 霞ヶ浦派遣隊

## 霞ヶ浦分屯基地配置部隊

### 航空自衛隊中部航空方面隊隷下部隊
- 中部高射群
  - 第3高射隊

## 朝日分屯地
朝日分屯地（あさひぶんとんち）は、茨城県稲敷郡阿見町うずら野3-47に所在する関東補給処朝日燃料支処が駐屯する陸上自衛隊霞ヶ浦駐屯地の分屯地である。

### 概要
朝日燃料支処は燃料の補給・保管をしている。霞ヶ浦駐屯地から約3km、常磐線荒川沖駅より約2kmに位置して閑静な住宅街に囲まれている。

### 駐屯部隊・機関（朝日分屯地）

#### 東部方面隊隷下部隊・機関
- 陸上自衛隊関東補給処
  - 朝日燃料支処

## 航空管制
| TWR                                                     |
| 122.2MHz,123.1MHz,126.2MHz,138.05MHz,140.5MHz,141.75MHz |

## 最寄の幹線交通
- 高速道路：常磐自動車道桜土浦IC
- 一般道：国道6号、国道125号、国道354号国道408号、茨城県道24号土浦境線、茨城県道48号土浦竜ヶ崎線、茨城県道203号荒川沖阿見線
- 鉄道：JR東日本常磐線荒川沖駅
- 港湾：鹿島港（重要港湾）
- 飛行場：百里飛行場（その他の空港）、竜ヶ崎飛行場（非公共用飛行場）